# Zblany (rejon lidzki)
Zblany (biał. Збляны, Zblany; ros. Збляны, Zblany) – wieś na Białorusi, w obwodzie grodzieńskim, w rejonie lidzkim, w sielsowiecie Bielica, nad Niemnem.

## Historia
W XIX i w początkach XX w. położone były w Rosji, w guberni wileńskiej, w powiecie lidzkim, w gminie Bielica. Należały wówczas do książąt Wittgensteinów.
W dwudziestoleciu międzywojennym leżały w Polsce, w województwie nowogródzkim, w powiecie lidzkim, w gminie Bielica. W 1921 wieś liczyła 377 mieszkańców, zamieszkałych w 73 budynkach, w tym 311 Białorusinów i 66 Polaków. 364 mieszkańców było wyznania prawosławnego i 13 rzymskokatolickiego.
Po II wojnie światowej w granicach Związku Sowieckiego. Od 1991 w niepodległej Białorusi.